# Cabu Abbas

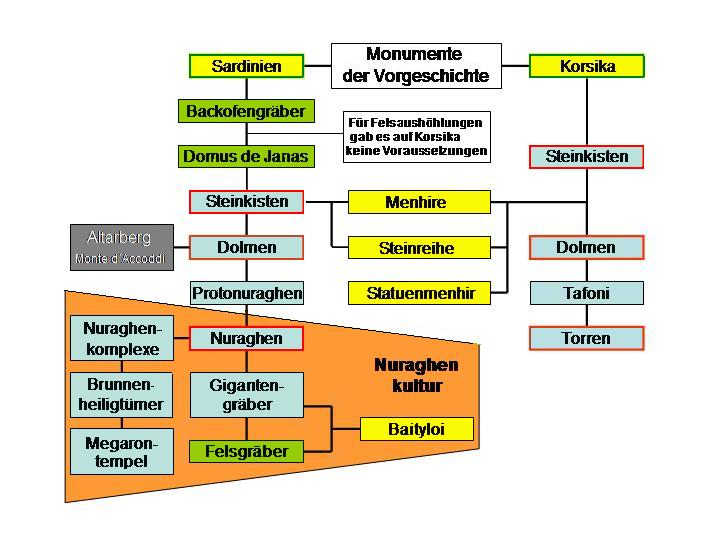
Typenreihe sardisch-korsischer Monumente

Das Castello di Cabu Abbas (deutsch Anfang des Wassers – im Sinne von Quelle) befindet sich nördlich von Olbia in der Provinz Nord-Est Sardegna auf Sardinien. Es ist eine megalithische Befestigung von über 50 m Durchmesser um den Gipfel des 246 m hohen Punta Casteddu. Cabu Abbas hat die Form eines relativ gut erhaltenen fünf Meter hohen Mauerrings, der eine kleine Tholosnuraghe (Riu Mulino genannt) umgibt. Der Ort ist nicht zu verwechseln mit der Kirche Nostra Signora di Cabu Abbas, sowie dem Gigantengrab von Cabu Abbas, die beide bei Torralba liegen.

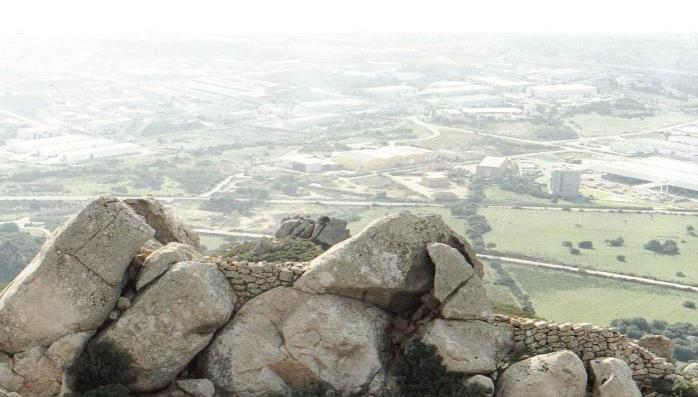
Blick auf die Nuraghe Riu Mulino

Die zerfallene Nuraghe gehört zu der Gruppe mit zwei Nischen im zentralen Raum. Die Zahl der Nischen variiert bei Nuraghen zwischen Null und Drei. Diese auf Sardinien einmalige Gesamtkonzeption wird auf 1600 bis 1300 v. Chr. (mittlere Bronzezeit) datiert. Nuraghen sind prähistorische und frühgeschichtliche Turmbauten der Bonnanaro-Kultur (2200–1600 v. Chr.) und der mit ihr untrennbar verbundenen, nachfolgenden Nuraghenkultur (etwa 1600–400 v. Chr.) auf Sardinien.
Der Komplex liegt auf dem höchsten Punkt eines Granitrückens, etwa einen Kilometer östlich der Kirche Nostra Signora di Cabu Abbas. Von ihrem alten Friedhof aus führt ein Esels- oder Karrenweg aufwärts, von dem ein Steig zum nördlichen der beiden Durchlässe im Mauerring abzweigt. Hier oben liegt eine ergiebige Quelle, die die Römer über das Aquädukt Sa Rughitulla zur Wasserversorgung Olbias nutzten. Der Platz wird mit dem Wasserkult verbunden. Bei den Ausgrabungen von 1936 wurde eine nuragische Bronze gefunden, die eine Frau mit einer Amphore auf dem Kopf darstellt.
Am 1. Mai findet in Olbia das Volksfest „Cabbu Abbas“ mit einem Dichter- und Gesangswettstreit statt.